# Општина Истакзокитлан (Веракруз)
Истакзокитлан (шп. Ixtaczoquitlán) општина је у Мексику у савезној држави Веракруз. Општина се налази на надморској висини од 1142 м.

## Становништво
Према подацима из 2010. у општини је живело 65385 становника.

### Хронологија
| Година       | 2000                  | 2005                  | 2010                  |
| ------------ | --------------------- | --------------------- | --------------------- |
| Становништво | 56896 (27729 / 29167) | 60605 (29172 / 31433) | 65385 (31521 / 33864) |

### Попис
| \| \| м \| \| \| ж \| \| 0—2 \| 1.743 \| \| \| 1.747 \| \| 3—5 \| 1.880 \| \| \| 1.804 \| \| 6—11 \| 3.812 \| \| \| 3.823 \| \| 12—14 \| 1.763 \| \| \| 1.734 \| \| 15—17 \| 1.915 \| \| \| 1.811 \| \| 18—24 \| 4.269 \| \| \| 4.485 \| \| 60+ \| 2.727 \| \| \| 2.978 \| \| Просек : \| 28,9 \| \| \| 30,0 \| |       |  |  |       |
| |       |  |  |       |
| | м     |  |  | ж     |
| 0—2 | 1.743 |  |  | 1.747 |
| 3—5 | 1.880 |  |  | 1.804 |
| 6—11 | 3.812 |  |  | 3.823 |
| 12—14 | 1.763 |  |  | 1.734 |
| 15—17 | 1.915 |  |  | 1.811 |
| 18—24 | 4.269 |  |  | 4.485 |
| 60+ | 2.727 |  |  | 2.978 |
| Просек : | 28,9  |  |  | 30,0  |

| #   | Индикатор                                                                                        | Вредност |
| --- | ------------------------------------------------------------------------------------------------ | -------- |
| 1   | Становништво од 0 до 2 године                                                                    | 3490     |
| 2   | Мушко становништво од 0 до 2 године                                                              | 1743     |
| 3   | Женско становништво од 0 до 2 године                                                             | 1747     |
| 4   | Становништво са 3 и више година                                                                  | 61658    |
| 5   | Мушко становништво са 3 и више година                                                            | 29658    |
| 6   | Женско становништво са 3 и више година                                                           | 32000    |
| 7   | Становништво са 5 и више година                                                                  | 59221    |
| 8   | Мушко становништво са 5 и више година                                                            | 28446    |
| 9   | Женско становништво са 5 и више година                                                           | 30775    |
| 10  | Становништво са 12 и више година                                                                 | 50339    |
| 11  | Мушко становништво са 12 и више година                                                           | 23966    |
| 12  | Женско становништво са 12 и више година                                                          | 26373    |
| 13  | Становништво са 15 и више година                                                                 | 46842    |
| 14  | Мушко становништво са 15 и више година                                                           | 22203    |
| 15  | Женско становништво са 15 и више година                                                          | 24639    |
| 16  | Становништво са 18 и више година                                                                 | 43116    |
| 17  | Мушко становништво са 18 и више година                                                           | 20288    |
| 18  | Женско становништво са 18 и више година                                                          | 22828    |
| 19  | Становништво од 3 до 5 година                                                                    | 3684     |
| 20  | Мушко становништво од 3 до 5 година                                                              | 1880     |
| 21  | Женско становништво од 3 до 5 година                                                             | 1804     |
| 22  | Становништво од 6 до 11 година                                                                   | 7635     |
| 23  | Мушко становништво од 6 до 11 година                                                             | 3812     |
| 24  | Женско становништво од 6 до 11 година                                                            | 3823     |
| 25  | Становништво од 8 до 14 година                                                                   | 8596     |
| 26  | Мушко становништво од 8 до 14 година                                                             | 4293     |
| 27  | Женско становништво од 8 до 14 година                                                            | 4303     |
| 28  | Становништво од 12 до 14 година                                                                  | 3497     |
| 29  | Мушко становништво од 12 до 14 година                                                            | 1763     |
| 30  | Женско становништво од 12 до 14 година                                                           | 1734     |
| 31  | Становништво од 15 до 17 година                                                                  | 3726     |
| 32  | Мушко становништво од 15 до 17 година                                                            | 1915     |
| 33  | Женско становништво од 15 до 17 година                                                           | 1811     |
| 34  | Становништво од 18 до 24 године                                                                  | 8754     |
| 35  | Мушко становништво од 18 до 24 године                                                            | 4269     |
| 36  | Женско становништво од 18 до 24 године                                                           | 4485     |
| 37  | Женско становништво од 15 до 49 година                                                           | 18706    |
| 38  | Становништво са 60 и више година                                                                 | 5705     |
| 39  | Мушко становништво са 60 и више година                                                           | 2727     |
| 40  | Женско становништво са 60 и више година                                                          | 2978     |
| 41  | Однос између мушкараца и жена                                                                    | 93.08    |
| 42  | Становништво од нуле до 14 година                                                                | 18306    |
| 43  | Становништво од 15 до 64 године                                                                  | 42947    |
| 44  | Становништво од 65 година и више                                                                 | 3895     |
| 45  | Просечан број деце                                                                               | 2.21     |
| 46  | Становништво рођено у ентитету                                                                   | 61626    |
| 47  | Мушко становништво рођено у ентитету                                                             | 29759    |
| 48  | Женско становништво рођено у ентитету                                                            | 31867    |
| 49  | Становништво рођено у другом ентитету                                                            | 3327     |
| 50  | Мушко становништво рођено у другом ентитету                                                      | 1536     |
| 51  | Женско становништво рођено у другом ентитету                                                     | 1791     |
| 52  | Становништво од 5 година и више резидентно у ентитету у јуну 2005. године                        | 57414    |
| 53  | Мушко становништво старосног доба од 5 година и више, резидентно у ентитету у јуну 2005. године  | 27366    |
| 54  | Женско становништво старосног доба од 5 и више година, резидентно у ентитету у јуну 2005. године | 30048    |
| 55  | Становништво од 5 година и више које је живело у другом ентитету у јуну 2005. године             | 1110     |
| 56  | Мушко становништво старије од 5 година које је живело у другом ентитету у јуну 2005. године      | 589      |
| 57  | Женско становништво старије од 5 година које је живело у другом ентитету у јуну 2005. године     | 521      |
| 58  | Становништво од 3 године и више које говори аутохтони језик                                      | 3919     |
| 59  | Мушко становништво старо 3 године и више које говори аутохтони језик                             | 1970     |
| 60  | Женско становништво старо 3 године и више које говори аутохтони језик                            | 1949     |
| 61  | Становништво од 3 године и више које говори аутохтони језик и не говори шпански језик            | 69       |
| 62  | Мушко становништво старо 3 године и више које говори аутохтони језик и не говори шпански         | 23       |
| 63  | Женско становништво старо 3 године и више које говори аутохтони језик и не говори шпански језик  | 46       |
| 64  | Становништво старо 3 године и више које говори аутохтони језик и шпански                         | 3707     |
| 65  | Мушко становништво старо 3 године и више које говори аутохтони језик и шпански                   | 1874     |
| 66  | Женско становништво старо 3 године и више које говори аутохтони језик и шпански                  | 1833     |
| 67  | Становништво од 5 година и више које говори аутохтони језик                                      | 3900     |
| 68  | Становништво од 5 година и више које говори аутохтони језик и не говори шпански језик            | 69       |
| 69  | Становништво од 5 година и више које говори аутохтони језик и говори шпански језик               | 3694     |
| 70  | Становништво у домородачким домаћинствима                                                        | 8786     |
| 71  | Становништво са ограничењима у активностима                                                      | 2331     |
| 72  | Становништво са ограниченим ходањем или кретањем, горе или доле                                  | 1057     |
| 73  | Становници са ограничењима вида, чак и уз кориштење сочива                                       | 732      |
| 74  | Становништво са ограничењима говора, комуникације или конверзације                               | 259      |
| 75  | Становништво са ограниченим слухом                                                               | 305      |
| 76  | Становништво са ограничењима при одевању, купању или јелу                                        | 130      |
| 77  | Становништво са ограничењима у опажању или учењу једноставних ствари                             | 114      |
| 78  | Становништво са менталним ограничењима                                                           | 209      |
| 79  | Становништво без ограничења активности                                                           | 62596    |
| 80  | Становништво од 3 до 5 година које не похађа школу                                               | 1847     |
| 81  | Мушко становништво од 3 до 5 година које не похађа школу                                         | 944      |
| 82  | Женско становништво од 3 до 5 година које не похађа школу                                        | 903      |
| 83  | Становништво од 6 до 11 година које не похађа школу                                              | 281      |
| 84  | Мушко становништво од 6 до 11 година које не похађа школу                                        | 145      |
| 85  | Женско становништво од 6 до 11 година које не похађа школу                                       | 136      |
| 86  | Становништво од 12 до 14 година које не похађа школу                                             | 242      |
| 87  | Мушко становништво од 12 до 14 година које не похађа школу                                       | 132      |
| 88  | Женско становништво од 12 до 14 година које не похађа школу                                      | 110      |
| 89  | Становништво од 15 до 17 година похађа школу                                                     | 2773     |
| 90  | Мушко становништво од 15 до 17 година похађа школу                                               | 1437     |
| 91  | Женско становништво између 15 и 17 година живота у школи                                         | 1336     |
| 92  | Становништво од 18 до 24 године похађа школу                                                     | 2403     |
| 93  | Мушко становништво од 18 до 24 године похађа школу                                               | 1218     |
| 94  | Женско становништво од 18 до 24 године похађа школу                                              | 1185     |
| 95  | Становништво од 8 до 14 година које не може да чита и пише                                       | 369      |
| 96  | Мушко становништво старосног доба од 8 до 14 година које не може да чита и пише                  | 188      |
| 97  | Женско становништво старосног доби од 8 до 14 година које не може да чита и пише                 | 181      |
| 98  | Становништво од 15 година и више које је неписмено                                               | 4106     |
| 99  | Мушко становништво од 15 година и више које је неписмено                                         | 1584     |
| 100 | Женско становништво од 15 година и више које је неписмено                                        | 2522     |
| 101 | Становништво старо 15 и више година без школовања                                                | 3549     |
| 102 | Мушко становништво старо 15 и више година без школовања                                          | 1400     |
| 103 | Женско становништво старо 15 и више година без школовања                                         | 2149     |
| 104 | Становништво старосног доба 15 и више година са непотпуним основним образовањем                  | 7715     |
| 105 | Мушко становништво старосног доба од 15 година и више са непотпуном основним образовањем         | 3493     |
| 106 | Женско становништво старосног доба 15 и више година са непотпуном основним образовањем           | 4222     |
| 107 | Становништво старо 15 и више година са комплетним основним образовањем                           | 7653     |
| 108 | Мушко становништво старо 15 година и више са комплетним основним образовањем                     | 3534     |
| 109 | Женско становништво старо 15 и више година са комплетним основним образовањем                    | 4119     |
| 110 | Становништво старосног доба 15 и више година са непотпуним средњим образовањем                   | 2628     |
| 111 | Мушко становништво старосног доба од 15 година и више са непотпуним средњим образовањем          | 1337     |
| 112 | Женско становништво старосног доба од 15 година и више са непотпуним средњим образовањем         | 1291     |
| 113 | Становништво старо 15 и више година са пуним секундарном образовањем                             | 9891     |
| 114 | Мушко становништво старосног доба од 15 година и више са пуним секундарном образовањем           | 4895     |
| 115 | Женско становништво старосног доба од 15 година и више са пуним секундарном образовањем          | 4996     |
| 116 | Становништво старије од 18 година са постосновним образовањем                                    | 14325    |
| 117 | Мушко становништво старије од 18 година са постосновним образовањем                              | 7048     |
| 118 | Женско становништво старије од 18 година са постосновним образовањем                             | 7277     |
| 119 | Просечна оцена школовања                                                                         | 8.08     |
| 120 | Просечан ниво образовања мушке популације                                                        | 8.29     |
| 121 | Просечан ниво образовања женског становништва                                                    | 7.9      |
| 122 | Економски активно становништво                                                                   | 24879    |
| 123 | Економски активна мушка популација                                                               | 17435    |
| 124 | Економски активна женска популација                                                              | 7444     |
| 125 | Становништво које није економски активно                                                         | 25287    |
| 126 | Мушко становништво које није економски активно                                                   | 6424     |
| 127 | Женско становништво које није економски активно                                                  | 18863    |
| 128 | Запослено становништво                                                                           | 23397    |
| 129 | Запослено мушко становништво                                                                     | 16293    |
| 130 | Запослено женско становништво                                                                    | 7104     |
| 131 | Незапослена популација                                                                           | 1482     |
| 132 | Незапослена мушка популација                                                                     | 1142     |
| 133 | Незапослена женска популација                                                                    | 340      |
| 134 | Становништво без права на здравствене услуге                                                     | 19277    |
| 135 | Становништво које има право на здравствене услуге                                                | 45807    |
| 136 | Становништво које има право на ИМСС                                                              | 25404    |
| 137 | Становништво које има право на социјално осигурање                                               | 1533     |
| 138 | Становништво које има право на државно социјално осигурање                                       | 31       |
| 139 | Становништво које има право на опште осигурање или здравствено осигурање за нову генерацију      | 16900    |
| 140 | Становништво које је било једном или није било у браку током 12 година и више                    | 16994    |
| 141 | Венчано или уједињено становништво од 12 година и више                                           | 28512    |
| 142 | Становништво које је било у браку или уједињено 12 година и више                                 | 4792     |
| 143 | Становништво са католичком религијом                                                             | 57629    |
| 144 | Протестанти, еванђелисти и библијски следбеници различити од еванђелиста                         | 6227     |
| 145 | Становништво са другим религијама различитим од претходних                                       | 19       |
| 146 | Становништво без религије                                                                        | 1082     |
| 147 | Укупно пописаних домаћинства                                                                     | 16615    |
| 148 | Пописна домаћинства на челу са мушкарцима                                                        | 12655    |
| 149 | Пописна домаћинства на челу са женама                                                            | 3960     |
| 150 | Становништво у пописним домаћинствима                                                            | 65123    |
| 151 | Становништво у пописним домаћинствима на челу са мушкарцима                                      | 51538    |
| 152 | Становништво у пописним домаћинствима на челу са женама                                          | 13585    |
| 153 | Укупно домаћинстава                                                                              | 18933    |
| 154 | Укупно насељених домаћинстава                                                                    | 16692    |
| 155 | Укупно приватних кућа                                                                            | 18856    |
| 156 | Насељени приватни домови                                                                         | 16615    |
| 157 | Укупно насељених приватних кућа                                                                  | 16690    |
| 158 | Ненасељене приватне куће                                                                         | 1678     |
| 159 | Појединачна домаћинства за привремену употребу                                                   | 563      |
| 160 | Становници у насељеним приватним кућама                                                          | 65123    |
| 161 | Насељеност станара у приватним становима                                                         | 3.92     |
| 162 | Просечно становника по соби у приватним насељеним домаћинствима                                  | 1.08     |
| 163 | Појединачна домаћинства са подовима од различитих материјала од земље                            | 14354    |
| 164 | Појединачна домаћинства у приземљу                                                               | 2229     |
| 165 | Појединачна домаћинства са једном спаваћом собом                                                 | 6388     |
| 166 | Појединачна домаћинства са две спаваће собе и више                                               | 10210    |
| 167 | Појединачна домаћинства са једним собом                                                          | 1811     |
| 168 | Појединачна домаћинства са две собе                                                              | 2805     |
| 169 | Појединачна домаћинства са 3 собе и више                                                         | 11973    |
| 170 | Појединачна домаћинства која имају електрично светло                                             | 16279    |
| 171 | Појединачна домаћинства која немају електрично светло                                            | 315      |
| 172 | Појединачна домаћинства која имају водоводну воду у стамбеном простору                           | 15365    |
| 173 | Појединачна домаћинства која немају водоводну воду у стамбеном простору                          | 1208     |
| 174 | Појединачна домаћинства која имају тоалет                                                        | 16014    |
| 175 | Појединачна домаћинства која имају канализацију                                                  | 15836    |
| 176 | Појединачна домаћинства која немају канализацију                                                 | 741      |
| 177 | Појединачна домаћинства која имају електрично светло, довод воде из јавне мреже и канализацију   | 14761    |
| 178 | Појединачна домаћинства без икаквих услова                                                       | 780      |
| 179 | Појединачна домаћинства која имају радио                                                         | 12981    |
| 180 | Појединачна домаћинства која имају телевизор                                                     | 15036    |
| 181 | Појединачна домаћинства која имају фрижидер                                                      | 11423    |
| 182 | Појединачна домаћинства која имају машину за веш                                                 | 7774     |
| 183 | Појединачна домаћинства која имају аутомобил или комби                                           | 4495     |
| 184 | Појединачна домаћинства која имају рачунар                                                       | 3190     |
| 185 | Појединачна домаћинства која имају фиксну телефонску линију                                      | 4784     |
| 186 | Појединачна домаћинства која имају мобилни телефон                                               | 8314     |
| 187 | Појединачна домаћинства која имају приступ интернету                                             | 1954     |